# Prealpi Gardesane

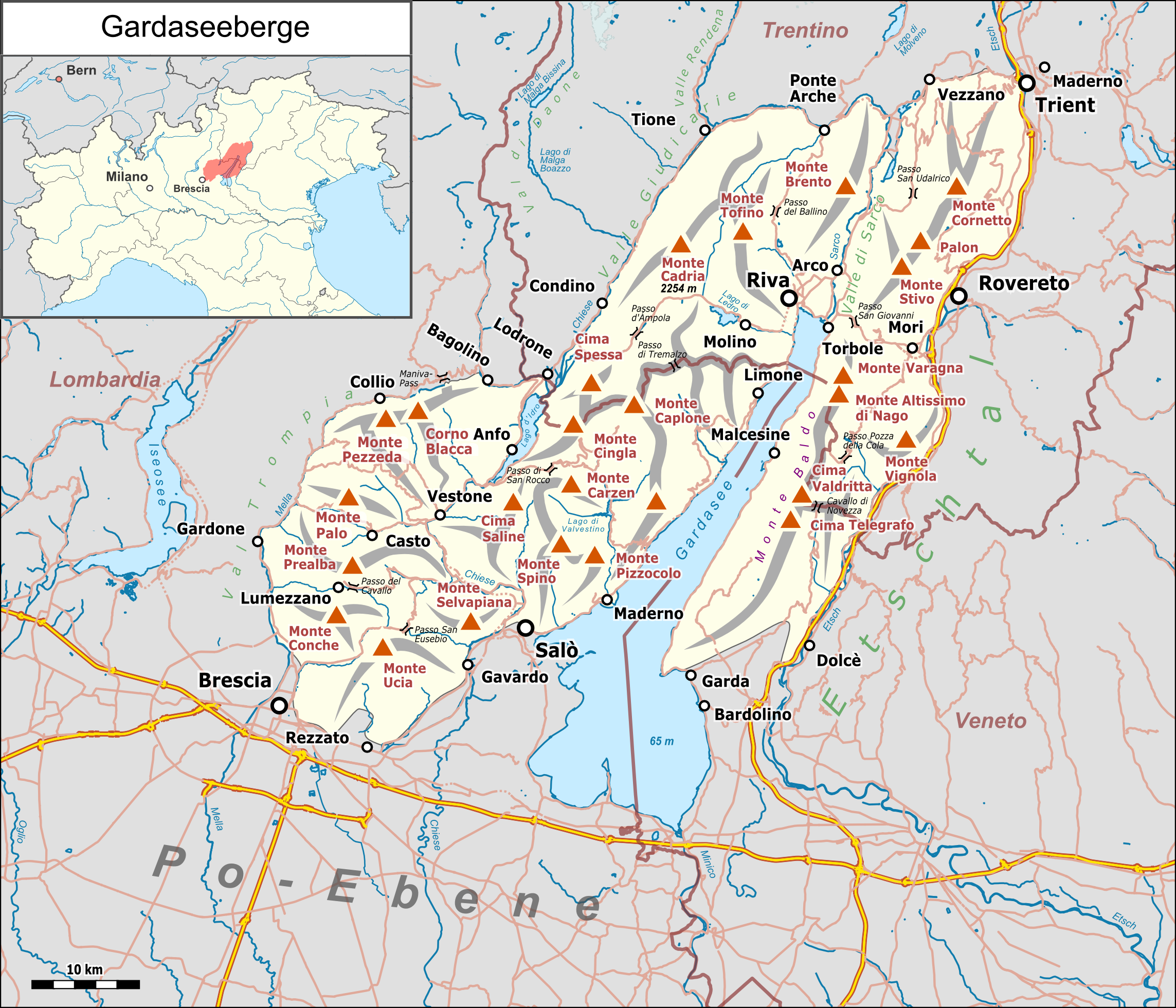
Mapa grzbietowa Prealp Gardezańskich

Prealpi Gardesane (niem. Gardaseeberge) – pasmo górskie w Południowych Alpach Wapiennych, w północnych Włoszech. Pasmo to leży w sąsiedztwie jeziora Lago di Garda, któremu zawdzięcza swoją nazwę. Zajmuje obszar 2400 km². Najwyższym szczytem jest Monte Cadria (2254 m n.p.m.), który znajduje się w zachodniej części gór. Administracyjnie pasmo należy w większości do regionów Trydent-Górna Adyga i Wenecja Euganejska, mała część znajduje się też w Lombardii (szczyty nie osiągają tam wysokości ponad 2000 m n.p.m.).
Najwyższe szczyty:
- Monte Cadria (2254 m),
- Monte Baldo (2218 m),
- Monte Bondone (2180 m),
- Cornetto (2179 m),
- Cima delle Pozzette (2179 m),
- Monte Tofino (2156 m),
- Monte Altissimo (2129 m),
- Monte Stivo (2059 m),
- Corna Blacca (2006 m).